# Carl Månesköld af Seglinge
Carl Månesköld af Seglinge, född 17 maj 1593, död 28 maj 1671, var en svensk assessor.

## Biografi
Carl Månesköld af Seglinge föddes 1593. Han var son till Christer Månesköld af Seglinge och Brita Björnsdotter (Bååt). Månesköld blev kapten för ett kompani båtsmän och introducerades 1625 i Sveriges Riddarhus som nummer 62. Han blev 29 oktober 1633 assessor i Åbo hovrätt, 1634 ledamot av lagkommissionen och 17 mars 1634 den förste vicepresidenten i Göta hovrätt. Månesköld innehade 1657 Närdinghundra härads domsaga. Han avled 1671 och begravdes bredvid sin fru i föräldrarnas grav i Almunge kyrka.

### Egendom
Månesköld ägde Seglinge.

### Familj
Månesköld gifte sig 9 oktober 1625 med kammarjungfrun Anna Soop hos änkedrottningen Kristina, dotter till riksrådet och ståthållaren Hans Åkesson (Soop) och Elin Kagg. De fick tillsammans dottern Brita Månesköld (1626–1673) som var gift med vice presidenten Erland Kafle.